# 三ツ木早苗
三ツ木 早苗（みつぎ さなえ）は、日本のアニメプロデューサー、編集者。

## 略歴
日本大学芸術学部卒業後、1979年に徳間書店に入社、アニメージュ編集部に配属される。以来12年間、同誌の編集をしていた。
1990年、上司だった鈴木敏夫にけしかけられて当時、コバルト文庫の看板作家としてミリオンセラーを連発していた氷室冴子を口説き落とし、ほぼ集英社の専属状態だった氷室にアニメージュで『海がきこえる』を連載させることに成功した。
次に実写関係の出版物の部署に移り、飯田譲治監督の『NIGHT HEAD』（1992年）、岩井俊二監督の『undo』（1994年）や『PiCNiC』（1996年）などに関わる仕事をし、ゲームの製作にも少し携わる。
その後、徳間書店の映像事業部部長に就任し、アニメーションの製作に携わる。
2002年に『海がきこえる』で挿絵を担当したアニメーターの近藤勝也から紹介された磯光雄監督の『電脳コイル』の企画書に惚れ込み、アニメ化することを決意。バンダイビジュアルの協力を得てNHKエンタープライズに企画を持ち込み、2007年にようやくNHK教育テレビでテレビアニメとして放送させることが出来た。

## 作品

### テレビアニメ
- 攻殻機動隊 STAND ALONE COMPLEX（2002-2003年） - 製作委員会メンバー
- 攻殻機動隊 S.A.C. 2nd GIG（2004-2005年） - 製作委員会メンバー
- サムライチャンプルー（2004-2005年） - 企画
- 攻殻機動隊 STAND ALONE COMPLEX Solid State Society（2006年9月1日） - 製作委員会メンバー
- 電脳コイル（2007年） - プロデューサー
- 大正野球娘。（2009年） - プロデューサー

### 映画
- ガメラ3 邪神覚醒（1999年3月6日） -製作委員会メンバー
- ホーホケキョ となりの山田くん（1999年7月17日） - 製作委員会メンバー
- 漂流街 THE HAZARD CITY（2000年11月11日） - 製作委員会メンバー
- 千と千尋の神隠し（2001年7月20日） - 製作委員会メンバー
- 猫の恩返し（2002年7月20日） - 製作委員会メンバー
- 茄子 アンダルシアの夏（2003年7月26日） - 製作委員会メンバー
- イノセンス（2004年3月6日） - 製作協力
- ハウルの動く城（2004年11月20日） - 製作委員会メンバー
- 魔女っこ姉妹のヨヨとネネ（2013年12月28日） - プロデューサー

### OVA
- 私立荒磯高等学校生徒会執行部（2002年） - プロデューサー

### 書籍
- 氷室冴子『海が聞こえる』（月刊アニメージュ連載） - 編集
- 磯光雄「電脳コイル企画書」、徳間書店、2008年10月31日、ISBN 978-4-1986-2613-6。 - 編集